# Imeni Vorovskogo (Oblast' di Mosca)
imeni Vorovskogo (anche posëlok imeni Vorovskogo) è una cittadina della Russia europea centrale, situata nella oblast' di Mosca; fino al 2018 apparteneva amministrativamente al rajon Noginskij.

## Geografia umana
Sorge nella parte centrorientale della oblast', alcune decine di chilometri a est di Mosca.
L'insediamento prende il nome da Vaclav Vaclavovič Vorovskij, critico letterario e rivoluzionario russo di origine polacca.